# Hở eo tử cung
Hở eo tử cung là một bệnh trạng trong thai kỳ mà cổ tử cung bắt đầu xóa (mỏng đi) và mở trước khi thai lớn đủ tháng. Hiện nay, trên thế giới có nhiều định nghĩa khác nhau về nhược cổ tử cung. Theo hiệp hội bác sĩ sản Mỹ (ACOG), nhược cơ tử cung là việc cổ tử cung không có khả năng duy trì thai kỳ trong khi không có các dấu hiệu và triệu chứng của các cơn co tử cung, hay chuyển dạ, hay cả hai trên lâm sàng trong ba tháng giữa thai kỳ (tam cá nguyệt 2). Hở eo tử cung có thể gây ra sẩy thai hoặc sinh non tháng trong ba tháng giữa và ba tháng cuối thai kỳ (tam cá nguyệt 2 và 3). Một dấu hiệu khác của nhược cổ tử cung là lỗ trong cổ tử cung hình phễu trên siêu âm, là bằng chứng của sự mở cổ tử cung ở vị trí này. Eo tử cung là đoạn 0,5 cm tiếp giáp giữa thân tử cung và cổ tử cung, ngay phía trên lỗ trong cổ tử cung. Hở eo tử cung là thuật ngữ được dùng phổ biến ở Việt Nam.
Hở eo tử cung là nguyên nhân quan trọng nhất gây sẩy thai, tái phát từ khoảng tháng thứ 4 đến tháng thứ 6 của thai kỳ.